# 1976 na Alemanha
Esta é uma cronologia dos fatos acontecimentos de ano 1976 na Alemanha.

## Eventos
- 9 de maio: A integrante da organização armada de Fração do Exército Vermelho (RAF), Ulrike Meinhof, é encontrada morta em sua cela da Prisão de Stammheim.
- 24 de junho: O Parlamento alemão adota a chamada Lei AntiTerrorismo.
- 3 de outubro: As eleições federais são realizadas na Alemanha Ocidental.

## Mortes
- 1º de julho: Morre a jovem Anneliese Michel, em Klingenberg am Main. Os pais da jovem, Anna e Josef, foram acusados, bem como os religiosos Arnold Renz e Ernst Alt, de negligência e homicídio. Anneliese morreu durante o sono. O relatório da autópsia indicou a causa da morte foi desnutrição e desidratação de quase um ano de semi-inanição, enquanto os rituais de exorcismo eram realizadas.